# Luigi Dallapiccola
Luigi Dallapiccola (født 3. februar 1904, død 19. februar 1975) var en italiensk komponist. 
Han var den første italienske komponist der komponerede ved hjælp af tolvtoneteknik, og han regnes for en af de betydeligste dodekafonister omkring 2. verdenskrig. 
Hans musik viser stærk indflydelse fra Berg og Webern.